# 东石浸信会
东石浸信会是中国广州市历史上的一座基督教堂，隶属于两广浸信联会，位于越秀区白云路。
东石浸信会创设于1919年，最初位于罗孝全在广州开辟的第一处礼拜堂东石角福音堂，1925年迁到白云路。1949年该堂教徒超过1000人，为广州大型堂会之一。
1960年，广州各礼拜堂实行联合礼拜，东石浸信会并入同会东山浸信会，教堂租给东山区教育局办白云路小学。。教堂原址在旧城改造中拆除，改建为工商局办公楼。